# 香港新聞博覧館

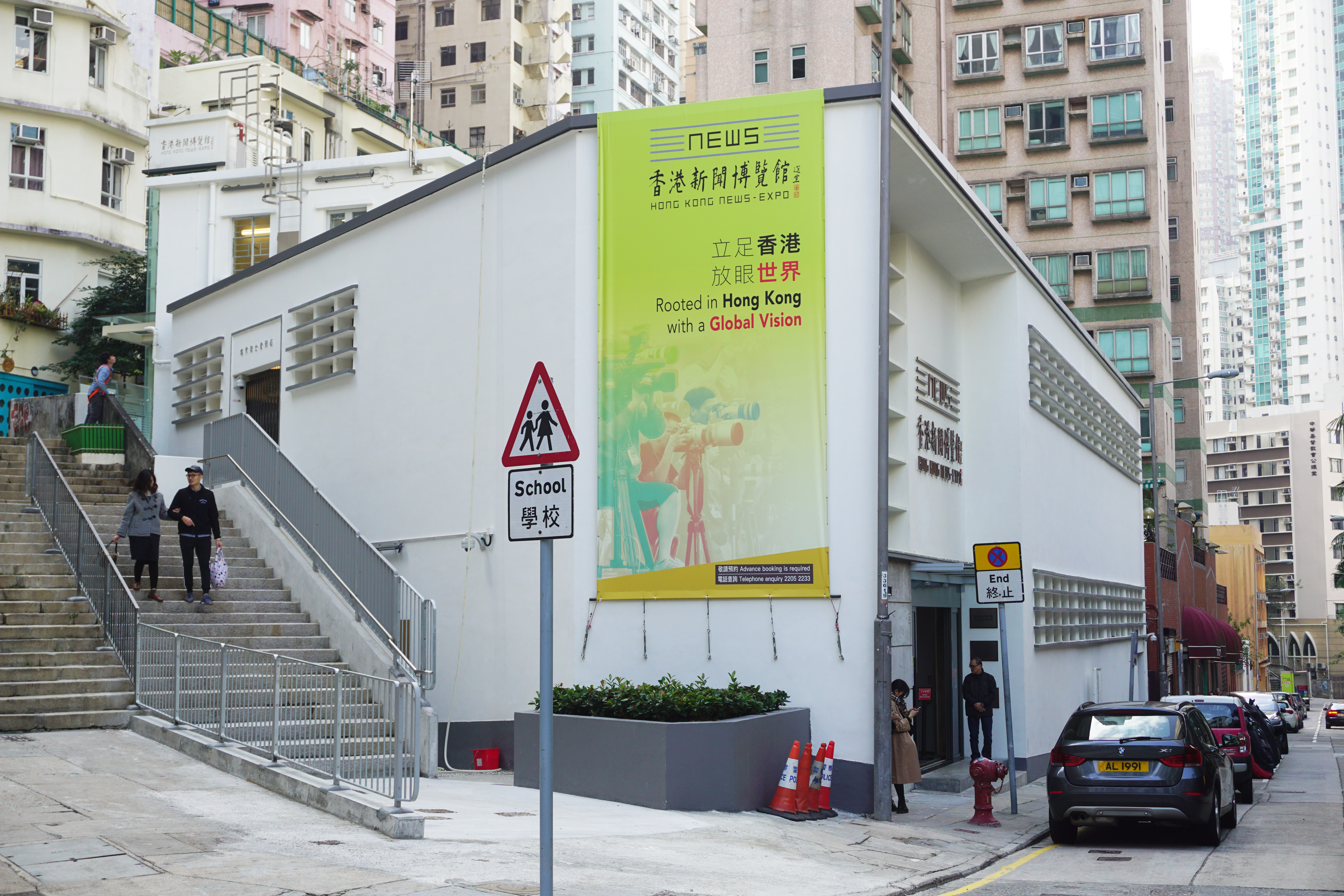
香港新聞博覧館

香港新聞博覧館（ホンコンしんぶんはくらんかん、中国語: 香港新聞博覽館、Hong Kong News-Expo）は香港香港島中環（セントラル）にある博物館である。前身は1953年に創建したブリッジ・ストリート・マーケット（Bridges Street Market）である。
博物館の建物として用いられているブリッジ・ストリート・マーケットは、戦後香港最初に開業した市場の一つである。マーケット開設以前には教会があったが、孫文はここで洗礼を受け、クリスチャンになった。
香港新聞博覧館は2018年12月6日にオープンし、アジア初のジャーナリズムをテーマにした博物館である。